# 동방풍신록 ~ Mountain of Faith
《동방풍신록 ~ Mountain of Faith》(일본어: 東方風神錄 〜 Mountain of Faith. 도호후진로쿠[*])은 동방 프로젝트의 열번째 시리즈 게임이다.

## 등장 캐릭터

### 새로운 등장인물

#### 아키 시즈하
아키 미노리코의 언니, 단풍의 신. 자매가 함께 환상향의 가을을 주관한다.
가을이 되면 단풍의 화사한 아름다움을 동생에게 과시, 자랑하고 우월감에 젖어 있지만, 내심 풍양의 신으로 인간들에게 인기 있는 미노리코를 조금 부러워하고 있다.
웨이브진 금발에 황금 눈, 얇은 실루엣의 빨간 코트를 입고 롱스커트는 끝단을 향해 적색에서 황색으로 변화하는 그라데이션 원단이다.
입고 있는 치마의 가장자리가 톱니 모양인 것은 단풍을 표현한다. 머리 장식은 단풍이 3장 겹친 것. 칼라와 양말은 백색이며 검은 구두를 신고 있다.
아키 시즈하의 설정.txt에서는 “여동생과 함께 전투에는 너무나도 자신이 없다”고 되어 있다.
한편 아키 미노리코의 설정.txt에 따르면 시즈하의 성격은 조용하다(静か). 겨울이 되면 우울해 진다.
《더블 스포일러》에서 샤메이마루 아야는 낙엽의 신으로도 취급한다고 말하고 있다.

#### 아키 미노리코
아키 시즈하의 여동생, 풍요의 신.
매년 인간 마을에서 행해지고 있는 수확제에서 특별 손님으로 초대되고 있다. 수확 전에 호출하지 않으면 풍요를 가져올 수 없지만, 인간에게 그 사실을 지적하지는 않는다. 아야나 하타테는 수확제가 “과격, 야만적인 축제”라고 하고 있지만 구문구수에 따르면 인간에 대한 우호도는 극히 높다.
항상 과일과 농작물의 달콤한 냄새를 풍기면서 조용한 언니에 대해 우월감에 젖어 있지만, 내심으로는 고구마와 흙을 만지작거리는 자신에 비해 화려한 미적 센스가 있는 시즈하를 조금 부러워하고 있다.
자연 농법이 취향이므로 과도한 제초제와 정지작업은 기피한다.
모습은 앞 방향으로 컬한 보브 컷의 금발에 붉은 눈, 빨간 모자의 전면에는 포도덩굴 장식이 있고 노란 재킷 위에 붙이는 주황색 앞치마의 밑단은 프릴이 달려 있으며, 그 속에는 검은 롱 스커트를 입고 있고 맨발이다.
뿌리고 있는 향수는 갓 구운 고구마의 향. 성격은 소박하고 명랑하지만 위엄이 부족하여 신사에서 신앙받지는 않는다. 따라서 그녀에 대한 믿음은 대부분 개인적인 것이지만, 당사자는 일을 많이 하지 않아도 된다면서 기뻐하고 있다.
테마곡 「이나다히메 님께 야단맞으니까 稲田姫様に叱られるから 」에 대한 풍신록 Music Room에서 ZUN의 코멘트에 따르면 ”미숙하고 덜렁거리는 신님”의 이미지로 만들었다고 한다.
샤메이마루 아야에 따르면 〈신 님도 겸하고 있는 군고구마 가게 주인 씨〉. 또한 《더블 스포일러》에서 아야는 미노리코를 사진의 연습상대로 취급하면서, "그녀가 격분하여 이성을 잃기 쉽다"고 말하고 있다.

#### 카기야마 히나
액을 모아 감시하고 인간에게 불행이 방문하지 않도록 하는 고스로리의 액신. 동방풍신록 2면 보스. 더블 스포일러의 레벨2 피사체.
《더블 스포일러》에서 샤메이마루 아야나 히메카이도 하타테의 발언에 따르면 나가시비나(인간이 인형에 액운을 실어 강에 흘려 보내는 풍습)와 같다.
주위의 액을 모아 신들에게 전달한다. 그녀는 어디까지나 자신의 주위에 있는 액을 모으고 있을 뿐이므로, 자신은 불행하지 않지만 그녀의 근처에서는 누구도 불행을 피할 수 없다. 그녀의 주위에 모아진 액은 아마추어의 눈에도 보인다.
터부가 많아 성격은 잘 알려져 있지 않지만, 명랑하고 살가운 성격이라는 이야기가 있다.
머리는 에메랄드 그린의 색깔로 뒤에서 사이드에 걸쳐 가슴에 한데 묶어 정리하고 있다. 그 위에 프릴이 달린 어두운 빨간 색 리본이 묶인 헤드 드레스를 쓰고 있다. 원피스 형태의 옷은 빨간 색 기조에 백색 칼라이며 소매는 퍼프 슬리브의 반소매, 칼라는 삼각형으로 복부까지 늘어져 있다. 스커트 부분은 중간보다 약간 아래 쪽에서 색이 나누어져 있으며 윗부분은 검정에 가까운 빨간 색, 아랫부분은 순색의 빨강이다.
스커트의 오른쪽 아래 부분에 “액厄”의 문자를 단순화한 녹색 소용돌이 모양이 붙어 있다. 공격이나 이동시에는 빙글빙글 회전하지만, ZUN에 의하면 특별한 의미는 없고 히나를 인형처럼 보이기 위한 연출이라고 한다. 다리에 빨간 끈을 교차해 묶은 검은 부츠를 신고 있다. 왼팔은 머리에 붙이고 있는 것과 같은 주름 장식의 빨간 리본을 감고 한쪽 끝을 손목에 늘어뜨리고 있다.

《풍신록》에서는 요괴의 산에 접근하는 레이무에게 경고하지만 격퇴되어 버린다.

#### 카와시로 니토리
요괴의 산에 사는 캇파 엔지니어.
계곡 캇파의 니토리를 자칭한다. 가방이나 옷 주머니에는 모든 종류의 공구, 재료, 연료, 수수께끼의 물질이 차 있다. 항상 모자를 쓰고 있고 모습을 숨길 수 있는 광학 미채 슈트를 입고 있다.
양팔이 이어져 있어 자유롭게 늘이고 줄이는 통배의 능력을 갖고 있으며, 캇파 답게 오이를 좋아한다.
환상향의 캇파는 기술에 대한 관심이 매우 높고, 니토리도 야사카 카나코가 산의 산업혁명을 계획했을 때 기꺼이 참여했다.
환상향의 캇파는 예외 없이 인간과 캇파는 동지라고 생각하고 있으며, 하쿠레이 레이무와 키리사메 마리사 앞에서 가로막은 것도 더 이상 위험한 장소로 가지 않게 하려는 배려에서다. 낯가림을 하는 일면도 있어서 인간을 보면 도망친다.
《구문구수》의 히에다노 아큐의 평가에서는 위험도는 “높음”으로 되어 있고 “인간과 다른 요괴를 깔보고 있을 것이다” 며 “인간을 강에 끌어들여 목숨을 빼앗는다”고 기재되어 있다.
《풍신록》에서는 요괴의 산에 침입하려고 하는 레이무들에게 경고하지만 받아들여지지 않았기 때문에 자신이 개발한 광학 미채 슈트의 실험을 겸하여 대결한다. 하지만 당시 모리야 신사의 코치야 사나에를 귀찮게 여기고 있었기 때문에 이들이 해결해줄 것을 기대하고서 그냥 통과시켜 준다. 엔딩에서는 샤메이마루 아야와 함께 연회에 참가하고 있다. 또 다시 산에 침입을 시도한 마리사를 쫓아 보낸다.
《지령전》에서는 야사카 카나코와 모리야 스와코가 지저 요괴에게 준 핵융합의 힘에 관심을 가지지만, 지저에 사는 오니를 만나고 싶지 않기 때문에 마리사를 부추겼다. 실제로 오니 호시구마 유우기를 만났을 때 기겁한다.
《자가선》에서는 곽청아를 잡기 위해 파견된 지옥의 귀신장에게 삶의 터전인 현무의 계곡을 잃고 이바라키 카센 등에게 도움의 손길을 요청하지만 외면당한 후, 동료 캇파들도 물가를 포기하고 산으로 떠나자 외롭게 방황하게 된다.
《심기루》에서는 혼란을 틈타 인심을 장악하려고 하는 종교인에게 위기감을 느끼고, 종교를 싫어하는 일부 캇파들의 성향에 따라 참가하지만, 이변의 영향으로 악덕상인으로 변하여 돈을 밝히고 말투도 격해지는 등 폭주하고 있다.

#### 이누바시리 모미지
요괴의 산에서 순찰을 하는 말단 초계 백랑텐구.
까마귀 텐구 샤메이마루 아야와 사이가 나빠서 만나면 언쟁이 일어나기 쉽다. 샤메이마루 아야는 모미지가 “우리 카라스 텐구를 얕잡아 본다”고 푸념하지만, 히메카이도 하타테는 오히려 아야가 성가시게 하는 것이 아니냐며 괘념치 않는다.
평소에는 폭포 뒤에서 대기하며 캇파 니토리와 대 장기를 두고 시간을 보낸다. 《풍신록》에서는 상사 대텐구의 명령으로 산에 침입해온 하쿠레이 레이무와 키리사메 마리사 2명과 의심스러운 신 야사카 카나코를 감시하고 있었다. 레이무와 마리사에게 위협 공격도 하고 있다.
《풍신록》에서는 작중 대화 이벤트가 없고 스펠 카드도 사용하지 않기 때문에 일러스트는 도트 그래픽 밖에 없다. 《삼월정》제3부 제1화 “텐구의 꽃놀이”를 감상하는 장면에서는 모미지는 강아지 귀가 돋은 텐구로 그려졌다. 《구문구수》의 삽화에는 강아지 귀가 돋은 텐구가 그려져 있는 반면, 모미지로 보이는 동족의 텐구에게 강아지 귀가 나있지 않다. 이 삽화에 관해서는 해당 부분을 담당한 일러스트레이터 쿠니키치가 캐릭터 디자인의 지시는 받은 적 없고 기존 캐릭터의 설정을 참고해서 나름대로 준비하고 그린 것이라고 취지를 설명하고 있다.
《구문구수》에 게재된 붕붕마루 신문 기사에 따르면 모미지를 포함한 백랑 텐구 사이에서는 통상의 장기는 승부가 가려지는 시간이 너무 짧기 때문에 독자적인 말이나 규칙을 추가한 텐구 대장기를 자신들의 장기로 채용하고 있다. 특히 모미지는 적극적으로 장기짝을 추가해 규칙을 확장하고 있다고 기술되고 있고, 바깥 세계의 장기에 대하여 호기심을 느끼는 만큼 장기에 대해 열정을 갖고 있다.
《탄막 아마노자쿠弾幕アマノジャク》에서는 키진 세이자의 추적자 중 하나로 등장한다.

#### 야사카 카나코
사나에가 모시고 있는 신. 본래 바람의 신이지만, 우여곡절을 거쳐 현재는 산신으로 모셔져 있다.
위압적인 화려한 용모에 고압적이고 독선적인 성격이다. 그러나 인간에게 적의가 없다.
외부 세계에서 인간의 신앙을 얻기 어려워지고 있기 때문에, 요괴들의 신앙을 얻기 위해 코치야 사나에와 함께 모리야 신사와 호수를 환상향의 요괴의 산에 이동시켰다.
처음에는 산에 사는 텐구들에게 경계를 받았지만, 후에 텐구의 장인 텐마와 교섭을 거쳐 화해한다.
옛날 모리야 스와코가 살고 있던 모리야의 왕국을 침략하고 스와코를 항복시켰다. 그러나 재앙신 미샤구지 님에 대한 두려움과 신앙을 사람들에게서 씻어내는 것이 어려워서 카나코는 이름만 새로운 신을 세우고, 실무는 스와코에게 맡기고, 대외적으로 왕국의 신앙을 지배한 것처럼 보이게 했다.
그녀는 허리에 금줄을 매고 있다. 금줄은 뱀을 나타낸다. 사람들의 미샤구지 님에 대한 두려움에 대항하기 위해서 탈피를 반복하는 뱀의 모습에서 재생을 제시하는 동시에, 개구리를 먹는 동물로써 스와코에 대한 승리를 선전하는 목적이기도 하다. 또한 개구리를 제물로 뱀에게 바치는 제사도 실시했다.
《지령전》에서는 산의 혁신을 위해 스와코와 함께 지저 요괴 오쿠에게 핵융합의 힘을 주었지만 이것은 나중에 다양한 소동을 일으켰다. 그 후 캇파를 시켜 지하에 핵융합 연구 시설 간헐천 지하 센터를 지었다.
《자가선》이나 《구문구수》에서 카나코의 혁신 방안에 대한 설명이 있다. 《지령전》에서는 스와코가 카나코는 혁신을 좋아한다고 발언하고 있다.

#### 모리야 스와코
모리야 신사에 모셔져 있는 신. 코치야 사나에의 선조.
산신이며, 아득한 고대에 재앙신 미샤구지 님을 통해 모리야의 왕국을 세우고 국왕을 맡았지만, 야마토 신의 일원인 야사카 카나코에게 침략받고 패배한다. 그러나 왕국의 백성이 미샤구지 님을 두려워하여 카나코를 받아들이지 않았다. 때문에 카나코가 준비한 이름만 새로운 신 타케미나카타노카미建御名方神와 스와코를 융합시킨 신을 신앙시키게 되었다.
뒤에서는 스와코가 그대로 신앙을 받아 스와코는 자신의 힘으로 카나코를 산신으로 만들었다. 현재는 모리야 신사에서 카나코와 함께 사이좋게 살고 있다.
《풍신록》에서는 당초 모습을 드러내지 않고 산의 요괴들로부터도 “모리야 신사에는 카나코가 아닌 신이 있는 것 같다”는 수수께끼의 존재였다. 신사의 탐색을 위해 방문한 하쿠레이 레이무와 키리사메마리사들과 조우, 카미-아소비神遊び (신사의 가무)를 칭하여 탄막 승부를 실시한다.
《비상천칙》에서는 캇파에게 비상천칙을 만들게 하는데 그것을 사나에와 카나코에게 알려주지 않은 상태였다. 때문에 비상천칙을 거대 로봇이라고 믿고 쫓아온 사나에를 화나게 하여 전투가 일어났다. 이 작품에서 대지를 만드는 능력을 이용하여 대지와 자연에 의한 다양한 공격을 실시하는 것 외에 개구리처럼 앉거나 뛰어오르는 등 개구리를 모티브로 한 움직임을 한다. 부하 미샤구지 님을 호출하여 상대에게 재앙을 내리거나 충돌하는 기술도 있다.
카나코와 달리 바탕이 되는 영체는 존재하지 않고 순수하게 신앙으로 성립한다. 지형을 변화시키거나 땅에 구멍을 뚫을 수 있고, 곡물이 자라는 윤택한 땅으로 변화시키는 능력도 갖고 있다. 성격은 온후하고 어리벙벙해 보인다고 묘사된다.

### 플레이어 캐릭터
동방홍마향같이, 플레이어 캐릭터 2가지 중 1명을 고른 후, 3가지 무기 중 1가지를 고를 수 있다. 무기에 따라 엔딩이 바뀐다.

#### 하쿠레이 레이무
산기슭의 신사를 찾아가는 주인공 중 한 명. 마리사에 비해 기체 속도가 느리고 데미지가 약한 반면, 전체적으로 공격 범위가 넓으며, 피탄 판정 범위가 좁다.
호밍 아뮬렛
홍마향부터 성련선까지 한 번도 레이무의 무기로써 빠지지 않았던레이무의 무기. 일직선 모드의 일반 공격에 호밍 모드의 파란 공격이 추가되어 적을 추적한다. 화면 전체를 커버 가능하기 때문에 피하는 데만 신경을 쓸 수 있지만, 데미지가 낮다.
봉마침
자신의 앞쪽으로 바늘 모양 탄막을 발사한다. 데미지는 좋으나 좁은 범위가 흠. 저속 모드시에는 공격범위가 더 좁아지는 대신 보스 등에게 집중적으로 데미지를 줄 수 있다. 홍마향이나 요요몽의 '퍼스웨이브 니들'과 거의 동일한 성능을 가진다.
요괴 버스터
풍신록에서 처음 추가된 샷. 저속 모드와 고속 모드의 탄막이 많이 다르다는 것이 특징. 고속 모드시에는 레이무의 좌우로 배치되어 앞쪽으로 탄막을 발사하고, 저속 모드시에는 레이무 쪽으로 모여 탄속이 빠른 탄막을 발사한다. 별다른 특징은 없는 무기.

#### 키리사메 마리사
산기슭의 신사를 찾아가는 주인공 중 한 명. 기체 속도가 빨라서 정교한 부분에서는 힘들지만, 데미지가 강하고 아이템 회수가 쉽다.
스프레드 스타
옵션이 마리사를 쫓아다니며 별을 발사한다. 옵션이 고속 모드시에는 마리사를 쫓아다니며 일정 간격으로 배열되지만, 저속 모드시에는 배열은 고정한 채로 위치만 움직인다. 넓은 샷부터 좁은 대신 강한 샷까지 쏠 수 있다. 별은 상대에게 맞을 경우 폭발한다.
일루전 레이저
영야초를 제외한 모든 시리즈에서 마리사의 무기로 등장했다. 또한, 초(超)마리사 버그의 주인공. 적을 관통하는 레이저를 쏜다. 저속 모드시에는 옵션이 마리사 쪽으로 모여서 보스 등에게 집중적으로 맞힐 수 있다.
콜드 인페르노
플레이어 탄막으로는 희귀하게 사정거리가 있는 샷을 발사한다. 영야초의 서번트 플라이어 같이 고속 모드시에는 마리사를 쫓아다니지만, 저속 모드시에는 있던 자리에 고정된다. 그래서, 샷을 고정시키는 위치를 잘 선택하는 능력이 필요하다.

## 스테이지
| 스테이지    | 스테이지 이름                           | 장소              | 중보스            | 보스            |
| ----------- | --------------------------------------- | ----------------- | ----------------- | --------------- |
| Stage 1     | 수많은 가을의 신                        | 요괴의 산 기슭    | 아키 시즈하       | 아키 미노리코   |
| Stage 2     | 신들의 흉터                             | 요괴의 수해(樹海) | 카기야마 히나     | 카기야마 히나   |
| Stage 3     | 빈틈 없는 요새                          | 미답(未踏)의 계곡 | 카와시로 니토리   | 카와시로 니토리 |
| Stage 4     | 요새의 산                               | 구천의 폭포       | 이누바시리 모미지 | 샤메이마루 아야 |
| Stage 5     | 영산(霊山)에 바람이 분다                | 모리야 신사       | 코치야 사나에     | 코치야 사나에   |
| Stage 6     | 아아 바람의 신이시여 신성한 호수의 땅에 | 풍신의 호수       | -                 | 야사카 카나코   |
| Extra Stage | 유쾌한 일본의 신                        | 모리야 신사 본전  | 야사카 카나코     | 모리야 스와코   |

## 삽입곡 목록
1. 봉인된 신들 (封印されし神々) - 타이틀 테마
2. 인간을 사랑한 신 ~ Romantic Fall (人恋し神様 ~ Romantic Fall) - 1면 테마
3. 이나다공주님께서 꾸짖으시니 (稲田姫様に叱られるから) - 아키 미노리코의 테마
4. 액신님이 다니는 길 ~ Dark Road (厄神様の通り道 ~ Dark Road) - 2면 테마
5. 운명의 다크 사이드 (運命のダークサイド) - 카기야마 히나의 테마
6. 신들이 사랑한 환상향 (神々が恋した幻想郷) - 3면 테마
7. 아쿠타카와 류노스케의 캇파 ~ Candid Friend (芥川龍之介の河童 ~ Candid Friend) - 카와시로 니토리의 테마
8. 폴 오브 폴 ~ 가을의 폭포 (フォールオブフォール 〜 秋めく滝) - 4면 테마
9. 요괴의 산 ~ Mysterious Mountain (妖怪の山 ~ Mysterious Mountain) - 샤메이마루 아야의 테마
10. 소녀가 본 일본의 원풍경 (少女が見た日本の原風景) - 5면 테마
11. 신앙은 덧없는 인간을 위하여 (信仰は儚き人間の為に) - 코치야 사나에의 테마
12. 기둥의 묘지 ~ Grave of Being (御柱の墓場 ~ Grave of Being) - 6면 테마
13. 신성하고 장엄한 옛 싸움터 ~ Suwa Foughten Field (神さびた古戦場 〜 Suwa Foughten Field) - 야사카 카나코의 테마
14. 내일은 휴일, 어제는 평일 (明日ハレの日、ケの昨日) - 엑스트라의 테마
15. 네이티브 페이스 (ネイティブフェイス) - 모리야 스와코의 테마
16. 산기슭의 신사 (麓の神社) - 엔딩 테마
17. 신은 은혜의 세례를 뿌린다 ~ Sylphid Dream (神は恵みの雨を降らす ~ Sylphid Dream) - 스탭 롤의 테마
18. 플레이어즈 스코어 (プレイヤーズスコア) - 스코어 입력 화면 테마